# Crataegus yaltirikii
Crataegus yaltirikii är en rosväxtart som beskrevs av Dönmez. Crataegus yaltirikii ingår i Hagtornssläktet som ingår i familjen rosväxter. Inga underarter finns listade i Catalogue of Life.